# Aristida lisowskii
Aristida lisowskii là một loài thực vật có hoa trong họ Hòa thảo. Loài này được Richel mô tả khoa học đầu tiên năm 1984.